# Plaza Benjamín Vicuña Mackenna (Santiago de Chile)

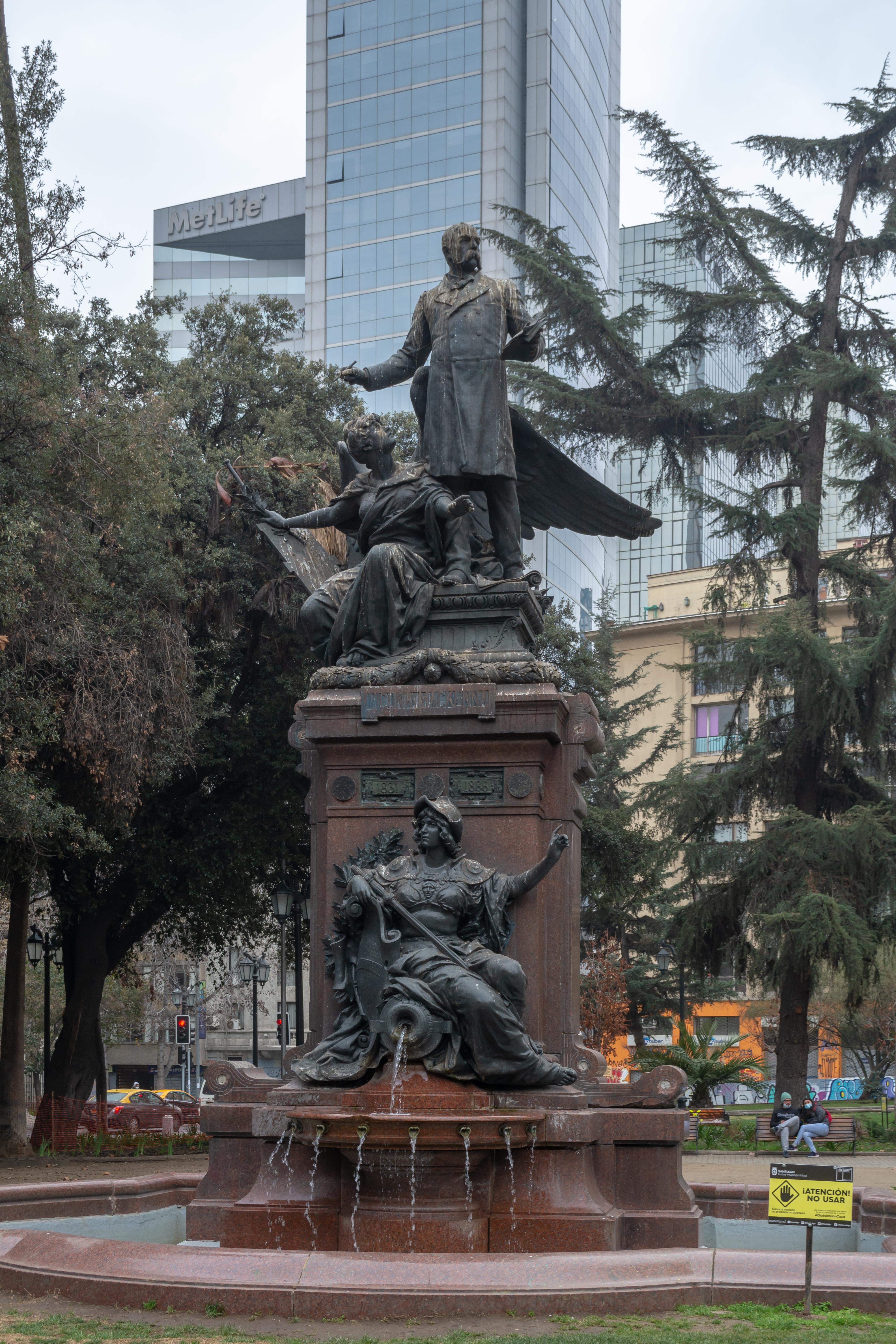
Estatua de Benjamín Vicuña Mackenna ubicada en la plaza.

La plaza Benjamín Vicuña Mackenna es una plaza ubicada en el sector céntrico de la ciudad de Santiago, Chile, a un costado del cerro Santa Lucía. Fue construida en 1901 y su nombre es en honor al político e historiador Benjamín Vicuña Mackenna. En el centro de la misma se encuentra una estatua de bronce de Vicuña Mackenna, obra del escultor francés Jules-Félix Coutan.

## Historia
El terreno que ocupa la plaza era propiedad de Rodrigo de Quiroga, quien lo habilitó como lugar de descanso para las carretas que efectuaban viajes largos. Años más tarde, en 1607, se construyó una ermita en honor a San Saturnino, patrono de la ciudad ante los sismos que la afectaban. Sin embargo, la iglesia se derrumbó en 1609 debido a una crecida del río Mapocho. En 1723 se construyó en el lugar una casa de recogidas, cuyo objetivo era corregir las costumbres de las mujeres que se alejaban de lo considerado moralmente correcto por la Iglesia católica; la casa funcionó durante algunas décadas sin mucho éxito. A comienzos del siglo XIX el edificio fue ocupado como banco de sangre y posteriormente como cuartel de artillería. El cuartel fue escenario del llamado motín de Urriola, efectuado el 20 de abril de 1851, y llevado a cabo por opositores al gobierno de Manuel Bulnes y la candidatura de Manuel Montt. La toma del cuartel fue evitada, y el coronel insurgente Pedro Urriola murió durante el enfrentamiento.
El edificio fue demolido en 1901, año en que se construyó la actual plaza. La decisión de erigir una estatua de Benjamín Vicuña Mackenna había sido adoptada por la Municipalidad de Santiago en 1886, mismo año en que falleció el político. Se creó una comisión civil que estuvo a cargo de elegir al escultor que realizaría la obra. Entre los candidatos estuvo Auguste Rodin, quien envió una maqueta de yeso, pero la comisión no la aceptó. En 1902 se optó por el modelo del escultor francés Jules-Félix Coutan, quien creó la estatua que fue inaugurada el 17 de septiembre de 1908. En la obra, Vicuña Mackenna se encuentra sobre un pedestal de granito rojo, sujetando un lápiz en su mano derecha y unas hojas en la izquierda. A su alrededor se instalaron símbolos y alegorías relativas a su actividad. La estatua se encuentra en el centro de una fuente, la cual a su vez está ubicada en el centro de la plaza.
La plaza fue remodelada en 2012 junto a la calle Miraflores como parte del "Plan de Recuperación del Casco Histórico de Santiago".

## Ubicación
La plaza se encuentra a un costado de la Avenida Libertador General Bernardo O'Higgins, entre el cerro Santa Lucía y la Biblioteca Nacional. Se encuentra además cerca de la estación Santa Lucía del Metro de Santiago.